# Station Saint-Aubin-sur-Scie
Station Saint-Aubin-sur-Scie is een spoorwegstation in de Franse gemeente Saint-Aubin-sur-Scie.
Het wordt bediend door de TER Normandie, verbinding Rouen-Rive-Droite - Dieppe